# Konkwistadorzy diabła
Konkwistadorzy diabła – książka biograficzna poświęcona polskiemu zespołowi death-blackmetalowemu Behemoth. Autorem publikacji był Łukasz Dunaj, dziennikarz i publicysta, związany m.in. z czasopismem Thrash'em All. Autorem przedmowy był Krzysztof Azarewicz, autor tekstów, stały współpracownik zespołu Behemoth. Książka ukazała się 12 czerwca 2012 roku nakładem Mystic Production (ISBN 978-83-934928-0-0), jednej z największych niezależnych polskich wytwórni muzycznych. Była to pierwsza publikacja tego typu tejże firmy. 
W biografii poza faktami historycznymi znalazły się wywiady z osobami, którego odegrały istotny wpływ na działalność zespołu, w tym m.in. z producentem muzycznym Arkadiuszem "Maltą" Malczewskim, liderem zespołu Graveland Robertem "Robem Darkenem" Fudalim oraz Tomaszem Krajewskim, założycielem oficyny Pagan Records, której przypisuje się "odkrycie" Behemotha. Publikacja spotkała się z pozytywnym odbiorem ze strony krytyki.